# Paweł Wojciechowski
Paweł Wojciechowski, född den 6 juni 1989, är en polsk friidrottare som tävlar i stavhopp.
Wojciechowski deltog vid junior-VM 2008 då han blev silvermedaljör efter ett hopp på 5,40 meter. Under 2011 slutade han fyra vid inomhus-EM efter att ha klarat 5,71. Precis innan VM hoppade han 5,91 vid en tävling i Szczecin. Dock var det tävling som inte var godkänd av IAAF varvid rekordet inte räknas in i den officiella statistiken. 
Vid VM 2011 blev han oväntat guldmedaljör efter att ha klarat 5,90 vilket även var tangerat världsårsbästa.

## Personliga rekord
- 5,90 från 2011